# Diabrotica bowditchiana
Diabrotica bowditchiana is een uitgestorven keversoort uit de familie bladkevers (Chrysomelidae). De wetenschappelijke naam van de soort werd in 1914 gepubliceerd door Henry Frederick Wickham. Een fossiel specimen uit het Mioceen werd aangetroffen in het Florissant Fossil Beds National Monument in de Amerikaanse staat Colorado. De soort is benoemd naar Frederick Channing Bowditch, een amateur-entomoloog uit Massachusetts. Bowditch vergezelde Samuel Hubbard Scudder in Colorado om fossielen te verzamelen, die Henry Wickham naderhand beschreef.